# Sphallerocarpus gracilis
Sphallerocarpus gracilis là một loài thực vật có hoa trong họ Hoa tán. Loài này được (Besser ex Trevir.) Koso-Pol. miêu tả khoa học đầu tiên năm 1916.